# Juan Carlos Monedero

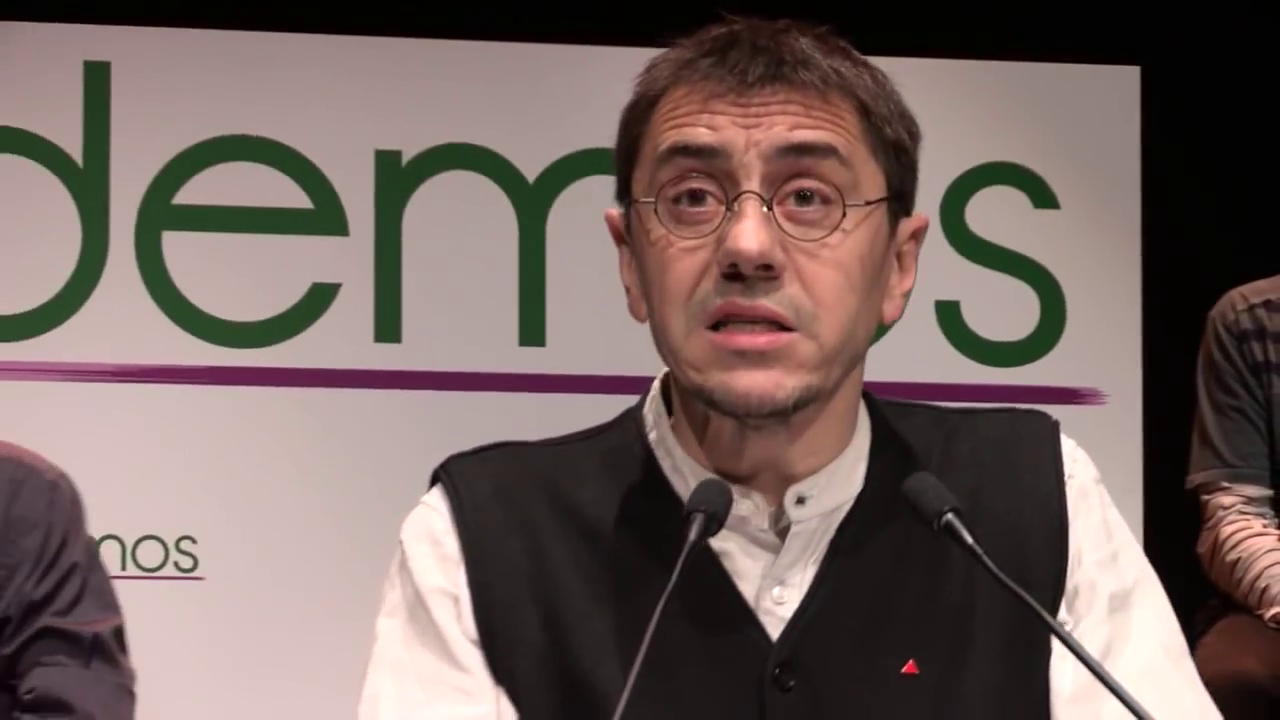
Präsentation der neuen Partei Podemos, 16. Januar 2014

Juan Carlos Monedero Fernández-Gala (* 12. Januar 1963 in Madrid) ist ein spanischer Politologe, Hochschullehrer, Politiker, Journalist und Autor.

## Lebenslauf

### Familiäre Wurzeln und Jugend
Er ist der vierte Sohn von Salvador Monedero, einem 1932 geborenen Mann aus Gijon, und Flora Fernández, einer Manchega aus Vianos (Albacete), die sich 1955 in Madrid niederließen, wo sie ihre sechs Kinder bekamen und eine Bar eröffneten.
Er besuchte die Grundschule und das Gymnasium einer katholischen Schule, der Sagrado Corazón de Martín de los Heros. Gleichzeitig half er, wie alle seine Geschwister, im Familienbetrieb mit, betreute in seinem Fall den Lebensmittelladen im hinteren Teil der Bar oder trug die Bestellungen aus. Mit einem rechtsgerichteten Vater begann der junge Monedero im Alter von 11 Jahren seine Linkswende, als ihm ein Schulfreund von der Verhaftung seines Vaters erzählte, der Mitglied der Union Demokratischer Soldaten (Union Militár Democrática) war.

### Studium und Promotion
Obwohl er sich zunächst für Wirtschaftswissenschaften an der Universität Complutense Madrid (UCM) einschrieb, wechselte er 1984 zur Politikwissenschaft.
Ende des Jahrzehnts belegte er Kurse im Goethe-Institut in Madrid. Nach einem ersten Abschluss an der UCM, arbeitete er als Stipendiat zwischen 1989 und 1992 an der Universität Heidelberg (Deutschland) beim Politikwissenschaftler Klaus von Beyme an seiner Promotion.
Seit 1992 ist er Professor an der Fakultät für Politikwissenschaften der UCM, wo er einen Teil seiner Forschungsarbeit entwickelt und Schwerpunkte auf Themen wie politische Institutionen, Staatstheorie, Lateinamerika, spanische politisches System und Globalisierungsprozess legt.
1996 promovierte er zum Thema Ursachen der Auflösung der Deutschen Demokratischen Republik. Das Fehlen von Legitimität: 1949-1989 an der UCM.

### Politischer Berater der Vereinigten Linken (2000–2005)
Neben seiner Lehr- und Forschungstätigkeit war er  politischer Berater des spanischen Politikers Gaspar Llamazares während seiner Zeit als Koordinator der Vereinigten Linken (IU) von 2000 bis 2005.
2003 verklagte ihn die PP, weil er der Promoter und Besitzer der Internet-Domain noalaguerra.org (nein zum Krieg) war. Der Inhalt dieser Domain konzentrierte sich auf die Kritik an der PP und an dem damaligen Chef der spanischen Regierung José María Aznar wegen deren Unterstützung der Invasion des Irak im Jahr 2003. Die Anklage forderte eine Freiheitsstrafe von fünf Jahren gegen Monedero. Monedero argumentierte zu seiner Verteidigung, er habe sich darauf beschränkt, die Initiative einiger Studenten zu finanzieren, und die Beschwerde der PP sei politisch motiviert und sollte die Meinungsfreiheit einschränken. Die Sache wurde abgewiesen.

### Berater in Lateinamerika  und  Referent an der Universidad Pontificia Comillas (2005–2010)
- Zwischen 2005 und 2010 war er Berater der venezolanischen Regierung, sowohl direkt beim damaligen Präsidenten Hugo Chávez als auch im Planungsministerium und im Miranda International Center[5], wo er für die Ausbildung zuständig war. Er verteidigte kritisch die Bolivarische Revolution, die im Sozialismus des 21. Jahrhunderts verankert war. In Bezug auf Chávez bekräftigte er, dass er aufgrund seines Kampfes gegen den Neoliberalismus und seiner Bemühungen um eine lateinamerikanische Integration „der letzte Befreier Lateinamerikas“[6] sei. Nach dem Tod von Chávez sah er dessen Bedeutung darin, dass er versucht habe, die Hegemonie der Vereinigten Staaten in Lateinamerika zu brechen und einen Prozess der regionalen Integration aufzubauen, und kritisierte die einseitige Berichterstattung der Medien.

- Zwischen 2005 und 2010 war er außerdem fünf Sommer lang Gastprofessor an der jesuitischen Universidad Iberoamericana in Puebla und gab Seminare zur politischen Analyse.[7]

- 2008 begann er für einige Zeit als Dozent im universitären Masterstudiengang „Internationale Zusammenarbeit für Entwicklung“ an der Päpstlichen Universität Comillas mitzuarbeiten.

- 2010 beriet er die Regierungen von Venezuela, Bolivien, Ecuador und Nicaragua bei der Einführung einer einheitlichen Währung.

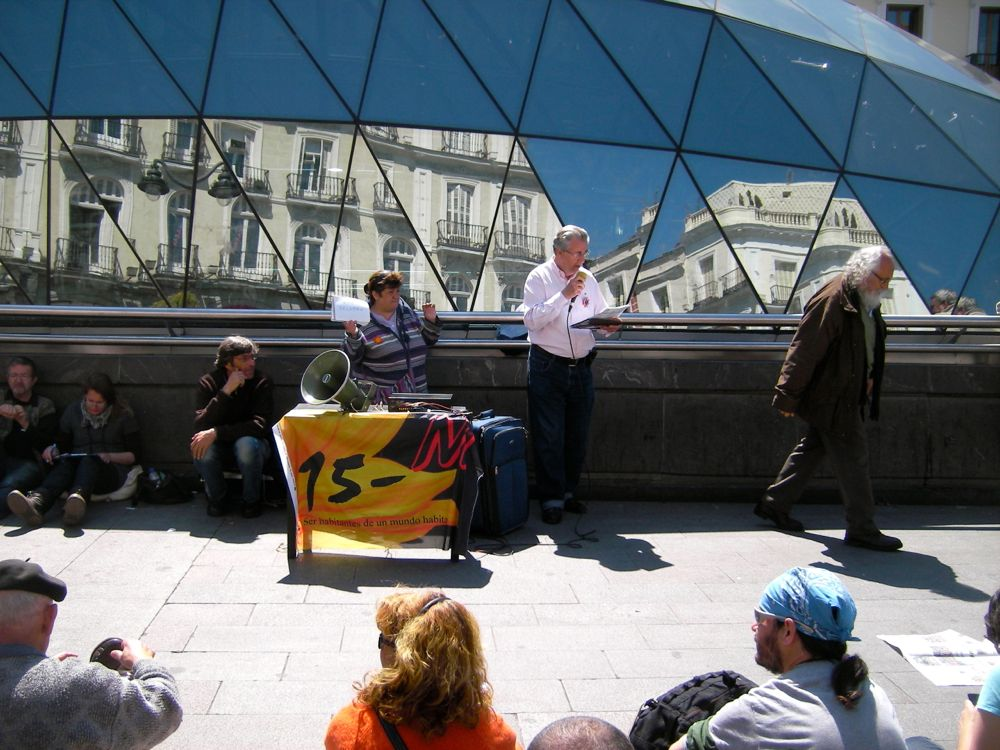
15-Mai im Zentrum von Madrid

### „Indignados“ (Empörte) und die Bewegung 15. Mai (2011–2013)
In der Euro-Krise zeigte sich seit 2010 eine „Politik, die die Krise über verschärfte Sparanstrengungen, Sozialkürzungen und Einschränkungen von Gewerkschaftsrechten zu lösen versuchte“ (Huke). In dieser Situation spielte nach den Niederlagen der Gewerkschaften die Bewegung der „Indignados“ (Empörten) eine wichtige Rolle.
Monedero galt als jemand, der der Bewegung der Indignados (Empörten), der 15-M-Bewegung nahestand, und einige Medien bezeichneten ihn als „Ideologen“ dieser Bewegung, obwohl er behauptete, dass niemandem eine solche Rolle  zugeschrieben werden könne. Er stellte zur politischen und sozialen Bewegung 15-M die These auf, dass „es das Beste ist, was der Demokratie passiert ist.“
Zwar war 2011/2012 die inhaltliche Kritik an der autoritären Austeritätspolitik, an der systemischen Korruption in die spanische Öffentlichkeit gedrungen und großenteils mit Sympathie aufgenommen worden, wie Umfragen belegen, allerdings war an der politischen und sozialen Niederlage der Bewegung nicht zu deuteln: die Maßnahmen wurden nicht zurückgenommen und das Zwei-Parteien-System existierte weiterhin. Daher begannen Monedero und einige Bekannte von der Fakultät für Politikwissenschaften der UCM über eine neue Bewegung/Partei nachzudenken, die den Kampf weiterführen sollte.

### Kulturelle Hegemonie und La Tuerka
„Der Zusammenbruch des sowjetischen Blocks und die Auflösung der gesellschaftlichen Basis der kommunistischen Parteien Europas gingen mit der symbolischen Abwertung marxistischer Lesarten und kommunistischer Bildwelten einher,“, analysierte Juan Carlos Monedero. Daraus zogen die späteren Podemos-Gründer die Konsequenz, keine alten Symbole der Linken zu verwenden, weil damit jede Auseinandersetzung schon verloren wäre.  „Unsere wichtigste Aufgabe war der Einspruch gegen diese symbolische Aufteilung der Positionen, der Kampf um ‚die Gesprächsbedingungen‘. In der Politik kann derjenige, der die Bedingungen für die Debatte festlegt, auch weitgehend über deren Ausgang bestimmen.“ (Pablo Iglesias) Und damit waren sie beim Fernsehen gelandet, das sie als gute Schüler Gramscis zum Werkzeug der „kulturellen Gegenhegemonie“ machen wollten.
So entstand  die Idee für La Tuerka, das  von Pablo Iglesias Turrión moderierte politische Debattenprogramm, an dem sich Monedero ab 2011 beteiligte. Später nahm er an Programmen auf den großen nationalen Kanälen teil, wie Las Mañanas de Cuatro und Al Rojo Vivo auf La Sexta.

### Führendes Mitglied bei Podemos (2014–2015)

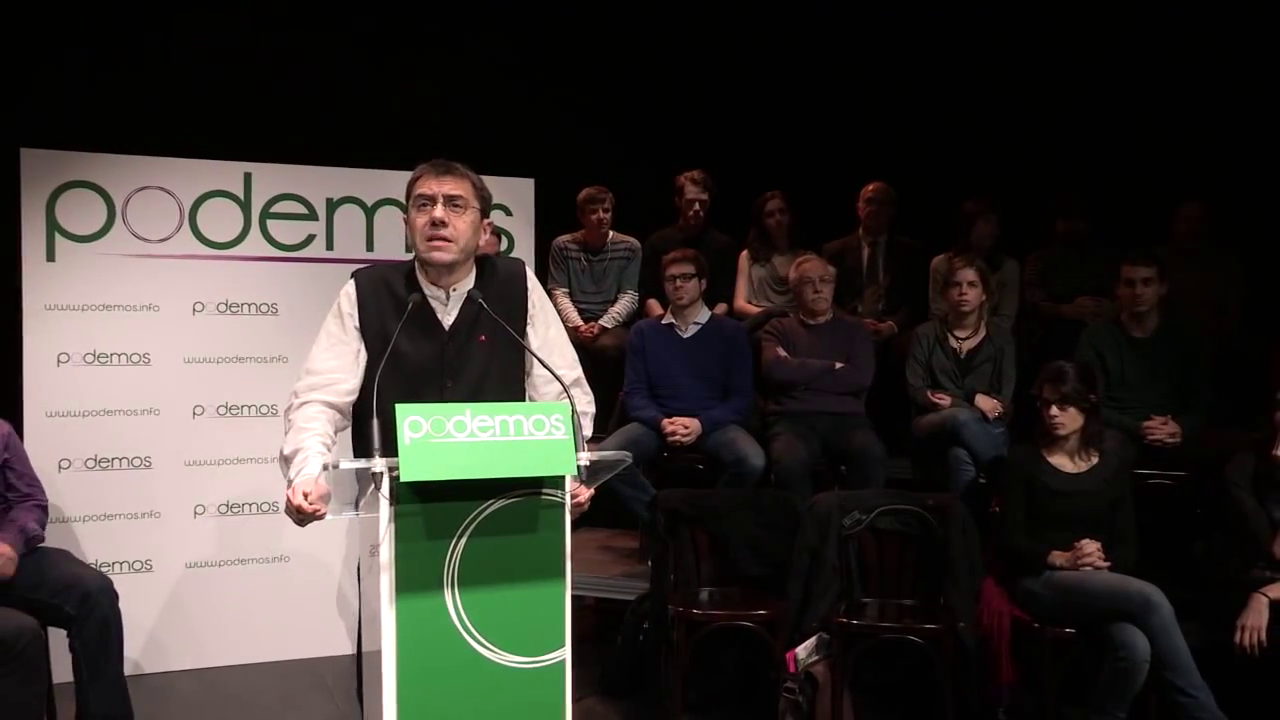
Bei der Vorstellung der neuen Partei PODEMOS, 2014

Seit Januar 2014 war er Teil der politischen Partei Podemos, die am 11. März 2014 formell im Innenministerium registriert wurde und in der er mit Luis Alegre, Carolina Bescansa, Íñigo Errejón oder Pablo Iglesias zusammenarbeitete. Im November desselben Jahres wurde er zum Mitglied des Podemos-Bürgerrates (erweiterter Vorstand) für Spanien gewählt und zum Sekretär des konstituierenden Prozesses und des Parteiprogramms ernannt.
Zwei Kampagnen belegten in der Folgezeit, dass Podemos ab jetzt als echte Herausforderung für das Zwei-Parteien-System gesehen wurde, und PP und PSOE und ihre Helfer in der Gesellschaft die Herausforderung annahmen : Juan Carlos Monedero, die Nummer drei der Partei, wurde in einer Medienkampagne ins Visier genommen. Seine Finanzen und sein akademisches Curriculum wurden durchleuchtet:
- Am 27. Januar 2015 leiteten das spanische Finanzministerium und die Complutense-Universität Madrid Ermittlungen gegen ihn wegen seiner im Jahr 2010 durchgeführten Beratungsdienste für die Regierungen von Venezuela, Bolivien, Ecuador und Nicaragua zur Schaffung einer Währungseinheit in Lateinamerika ein, für die er 425.000 Euro erhalten hätte.[19] Schnell wurden die Ermittlungen an Medien durchgesteckt, was für die erwünschte Empörung sorgte. Monedero konnte die benötigten Belege beibringen und der „Fall“ wurde eingestellt.
- Am 28. Januar 2015 beschuldigte ihn die Zeitung El País, den größten Teil seines akademischen Curriculums gefälscht zu haben, was die Zeitung selbst am 1. Februar widerrufen musste.[20]

Am 30. April 2015 gab er seinen Rücktritt von der Führung von Podemos bekannt, ohne das Projekt Podemos zu verwerfen.
Seit 2018 ist er Direktor der parteieigenen Stiftung 25. Mai (Instituto 25 de Mayo), die sich die Analyse der Gesellschaft und Politik und die Fortbildung der Parteimitglieder und der Mandatsträger zum Ziel setzt.
Die Kampagne gegen Mondero hatte eine Fortsetzung:
Im Jahr 2022 wurden mehrere Audios veröffentlicht, an denen der wegen Korruption verurteilte ehemalige Kommissar José Manuel Villarejo und zwei wichtige spanische Medienunternehmer, Antonio García Ferreras und Mauricio Casals, beteiligt waren, in denen sie sich verschworen hatten, Monedero und anderen politischen Führern Schaden zuzufügen, in denen es sogar heißt, dass „wir Monedero 'getötet' haben“. Nachdem die Audios veröffentlicht worden waren, kündigte Monedero an, dass er die Volkspartei (PP)  und den ehemaligen Kommissar Villarejo verklagen werde.
Einige Beobachter deuten dieses Vorgehen der Rechten als „Lateinamerikanisierung“ des politischen Kampfes, der u. a. auch durch eine politisierte Justiz und Medien, die sich zum Werkzeug partikularer Interessen machen lassen, geführt wird. Monedero wurde bisher in 14 Prozessen („Lawfare“) verwickelt, die aber alle eingestellt wurden.

### Moderator bei „En la Frontera“ (ab 2018)
Seit Januar 2018 präsentiert Juan Carlos Monedero „En la Frontera“ auf Público TV, eine Sendung im „Late-Night“-Format, die Interviews und politische Debatten umfasst.

## Veröffentlichungen
Bücher
- Juan Carlos Monedero: El retorno a Europa. De la perestroika al Tratado de Maastricht, editorial Complutense, Madrid 1992, ISBN 84-7491-446-9
- Juan Carlos Monedero, Juan Luis Paniagua Soto: En torno a la democracia en España. Problemas pendientes del sistema político español. Tecnos, Madrid 1999, ISBN 84-309-3357-3
- Juan Carlos Monedero: Informe sobre la implantación del euro en España.European University Institute, Badia Fiesolana 2000, ISBN
- Juan Carlos Monedero: Cansancio del Leviatán: Problemas políticos en la mundialización. Trotta, Madrid 2003, ISBN 84-8164-625-3
- Juan Carlos Monedero: La Constitución destituyente de Europa: Claves para otro debate constitucional. La Catarata, Madrid 2005, ISBN 978-84-8319-214-6
- Juan Carlos Monedero, Haiman El Troudi: Empresas de Producción Social. Instrumento para el socialismo del siglo XXI. Caracas 2006, ISBN 980-12-2025-2
- Juan Carlos Monedero: Disfraces del Leviatán: El papel del estado en la globalización neoliberal. Akal, Madrid 2009, ISBN 978-84-460-3130-7
- Juan Carlos Monedero: Claves para un mundo en transición. Crítica y reconstrucción de la política. Cyan, Madrid 2009, ISBN 978-84-8198-803-1
- Juan Carlos Monedero: El gobierno de las palabras. Fondo de Cultura Económica de España, S.L., Madrid 2009, ISBN 978-84-375-0654-8
- Pablo Iglesias Turrión, Juan Carlos Monedero: ¡Que no nos representan!: El debate sobre el sistema electoral español. Popular, Madrid 2011, ISBN 978-84-7884-515-6
- Juan Carlos Monedero: La rebelión de los indignados. Rompeolas, Madrid 2011, ISBN 978-84-7884-497-5
- Juan Carlos Monedero: La transición contada a nuestros padres. La Catarata, Madrid 2011, ISBN 978-84-8319-585-7
- Juan Carlos Monedero: Dormíamos y despertamos. El 15M y la reinvención de la democracia . Nueva Utopía, Madrid 2012, ISBN 84-96146-59-6
- Juan Carlos Monedero: Curso urgente de política para gente decente. Seix Barral, Madrid 2013, ISBN 978-84-322-2081-4
- Julio Anguita, Juan Carlos Monedero: Conversaciones entre Julio Anguita y Juan Carlos Monedero. Icaria, Madrid 2013, ISBN 978-84-9888-528-6
- Juan Carlos Monedero: Los nuevos disfraces del Leviatán. Akal, Madrid 2018, ISBN 978-84-460-4515-1

Bücher über Juan Carlos Monedero
- Ramón Lobo Leyder: Conversación con Juan Carlos Monedero. Turpial, Madrid 2015, ISBN 978-84-95157-79-9[29]

Zeitungsartikel
Er war Kolumnist in Zeitungen wie Público, gelegentlicher Kolumnist in El País und arbeitete auch in der Zeitung La Marea, in CuartoPoder und an seinem persönlichen Blog.
Seit Januar 2018 moderiert er auf Público TV die Sendung „En la Frontera“.